# Stroud (Oklahoma)
Stroud és una ciutat dels Estats Units a l'estat d'Oklahoma. Segons el cens del 2000 tenia 2.758 habitants.

## Demografia
Segons el cens del 2000, Stroud tenia 2.758 habitants, 1.139 habitatges, i 731 famílies. La densitat de població era de 92,6 habitants per km².
Dels 1.139 habitatges en un 30,2% hi vivien nens de menys de 18 anys, en un 49,3% hi vivien parelles casades, en un 11,6% dones solteres, i en un 35,8% no eren unitats familiars. En el 32,2% dels habitatges hi vivien persones soles el 18,2% de les quals corresponia a persones de 65 anys o més que vivien soles. El nombre mitjà de persones vivint en cada habitatge era de 2,36 i el nombre mitjà de persones que vivien en cada família era de 3.
Per edats la població es repartia de la següent manera: un 25,5% tenia menys de 18 anys, un 8% entre 18 i 24, un 24,9% entre 25 i 44, un 22% de 45 a 60 i un 19,7% 65 anys o més.
L'edat mediana era de 39 anys. Per cada 100 dones de 18 o més anys hi havia 82,5 homes.
La renda mediana per habitatge era de 27.222 $ i la renda mediana per família de 31.742 $. Els homes tenien una renda mediana de 26.076 $ mentre que les dones 18.250 $. La renda per capita de la població era de 15.010 $. Entorn del 12,3% de les famílies i el 17,6% de la població estaven per davall del llindar de pobresa.

## Poblacions més properes
El següent diagrama mostra les poblacions més properes.